# ブルガリア語版ウィキペディア
ブルガリア語版ウィキペディア（ブルガリアごばんウィキペディア、ブルガリア語: Българоезична Уикипедия、ラテン文字転写: Bulgaroezichna Uikipediya、英語: Bulgarian Wikipedia）はブルガリア語で編集されているウィキペディアである。

## 概要
| \| 国別編集回数の割合 出典 \| 国別編集回数の割合 出典 \| 国別編集回数の割合 出典 \| 国別編集回数の割合 出典 \| 国別編集回数の割合 出典 \| \| ----------------------- \| ----------------------- \| ----------------------- \| ----------------------- \| ----------------------- \| \| \| \| \| \| \| \| ブルガリア \| ブルガリア \| \| 89.9% \| 89.9% \| \| フランス \| フランス \| \| 2.7% \| 2.7% \| \| アメリカ合衆国 \| アメリカ合衆国 \| \| 2.0% \| 2.0% \| \| オランダ \| オランダ \| \| 1.0% \| 1.0% \| \| ドイツ \| ドイツ \| \| 0.7% \| 0.7% \| \| マケドニア \| マケドニア \| \| 0.7% \| 0.7% \| \| ロシア \| ロシア \| \| 0.7% \| 0.7% \| \| その他 \| その他 \| \| 2.3% \| 2.3% \| |                |  |       |       |
| 国別編集回数の割合 出典 |                |  |       |       |
| |                |  |       |       |
| ブルガリア | ブルガリア     |  | 89.9% | 89.9% |
| フランス | フランス       |  | 2.7%  | 2.7%  |
| アメリカ合衆国 | アメリカ合衆国 |  | 2.0%  | 2.0%  |
| オランダ | オランダ       |  | 1.0%  | 1.0%  |
| ドイツ | ドイツ         |  | 0.7%  | 0.7%  |
| マケドニア | マケドニア     |  | 0.7%  | 0.7%  |
| ロシア | ロシア         |  | 0.7%  | 0.7%  |
| その他 | その他         |  | 2.3%  | 2.3%  |

プロジェクトは2003年12月6日に開始され、2005年11月24日には記事数が20,000件を突破、2007年12月には記事数が50000を突破した。2018年3月の時点で約240,000記事があり、約230,000人の利用者(但し、過去一カ月に活動しているのは約800人)、管理者は26人。
また、ブルガリア語版ウィキペディアはスラブ語派の言語のウィキペディアの中でロシア語版、ポーランド語版、ウクライナ語版、セルビア語版、セルビア・クロアチア語版、チェコ語版に次ぐ7番目の規模で、全スラブ語派のウィキペディアの記事数のうち、2.63%を占める。(ちなみに、8位はスロバキア語版、9位はクロアチア語版、10位はスロベニア語版、と続く。)

## 画像集
100,000記事記念の画像が多い。

### ロゴ

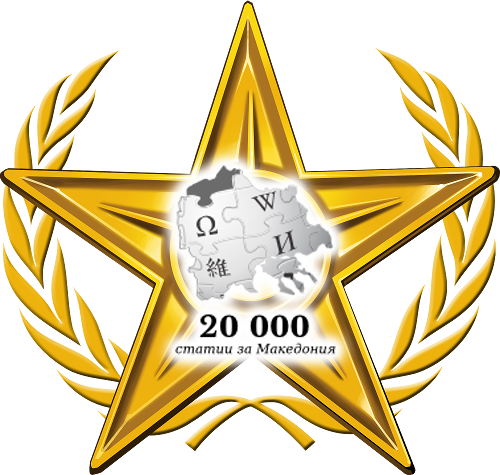
2万記事記念
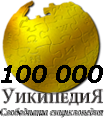
10万記事記念(1)
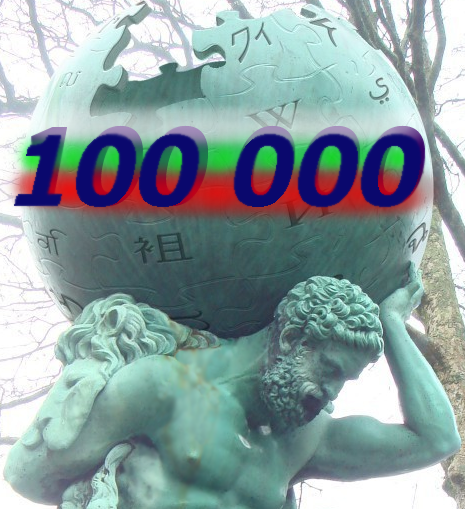
10万記事記念(2)
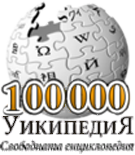
10万記事記念(3)
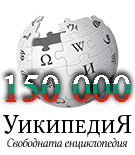
15万記事記念

### その他

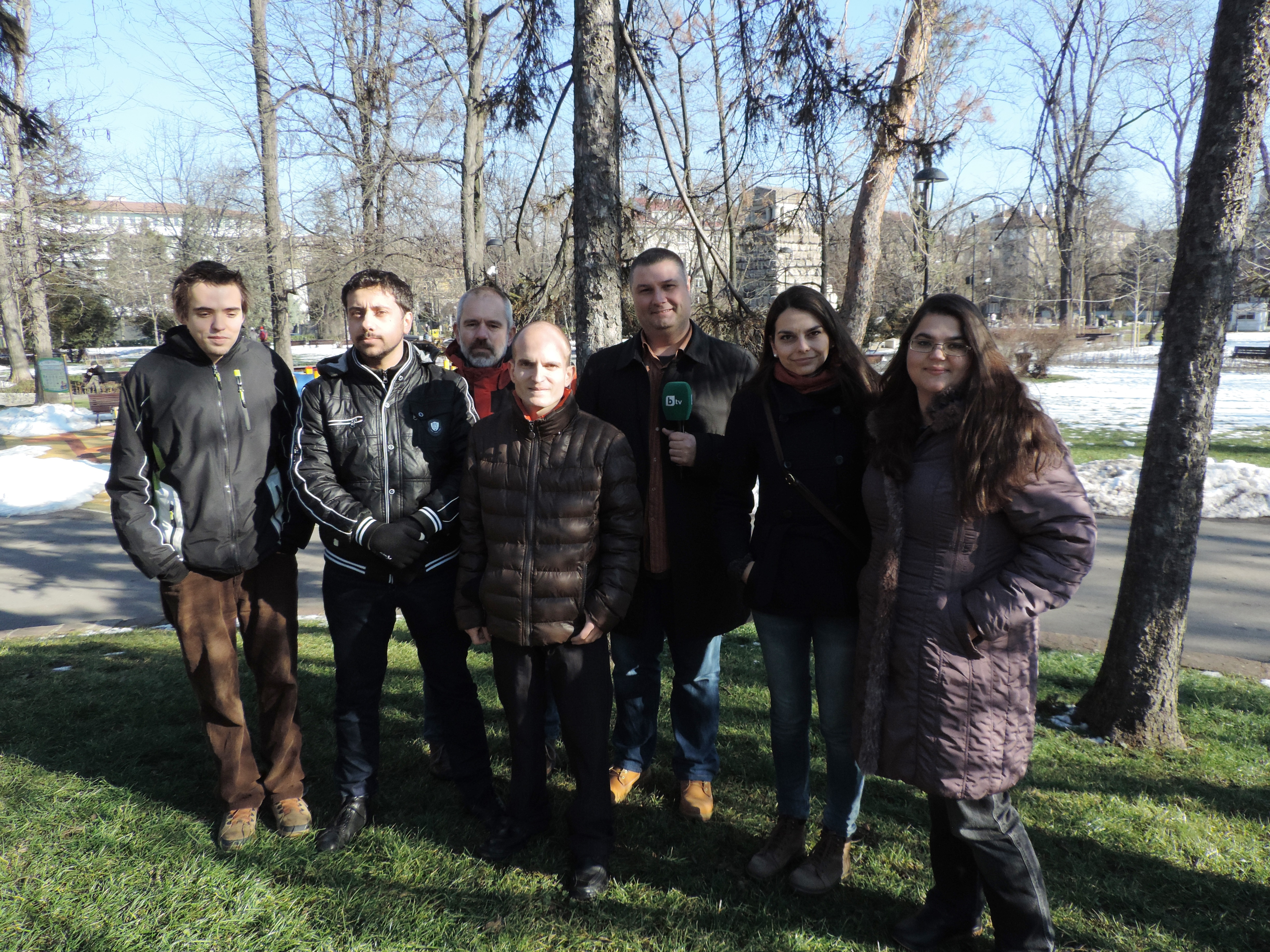
テレビ番組から取材を受けるブルガリアのウィキペディアン